# Opération Trust (téléfilm)
Pour plus de détails, voir Fiche technique et Distribution.
Opération Trust (en russe : Операция «Трест») est un téléfilm soviétique en quatre parties réalisé par Sergueï Kolossov en 1967. Il est adapté du roman historique de Lev Nikouline qui raconte une opération sous fausse bannière menée par la Guépéou de 1921 à 1925.

## Fiche technique
- Réalisation : Sergueï Kolossov
- Scénario : Aleksandr Yurovski d'après le roman de Lev Nikouline Marée mortelle
- Photographie : Valentin Zhelezniakov
- Direction artistique : Mikhail Kartachov
- Musique : Iouri Levitine
- Son : Vladimir Kratchkovski
- Société de production : Mosfilm
- Format : Noir et blanc-4/3-Mono
- Durée : 288 minutes
- Genre : Film historique
- Date de diffusion : 22 mai 1968

## Distribution
- Igor Gorbatchev : Alexandre Iakouchev
- Armen Djigarkhanian : Artour Artouzov
- Ludmila Kassatkina : Maria Zacharczenko-Szulc
- Donatas Banionis : Édouard Straunits
- Artiom Inozemcev : Aleksei Zoubov
- Alekseï Safonov : Voldemārs Stirne
- Vsevolod Yakut : Sidney Reilly
- Evgueni Gourov : Rtichev
- Bruno O'Ya : Birk
- Viktor Koltsov : prince Tverskoï
- Villor Kouznetsov : Kolesnikov